# Тухулха
Тухулха — хтонічна істота в етруській міфології із загостреними вухами (можливо, ослячими), волоссям із змій і дзьобом, що нагадує дзьоб стерв'ятника. Тухулха жила у підземному світі, відомому як Айта.
Багато вчених називають це божество чоловічим, тому що Тухулха має чоловічі ознаки, такі як звіряча шерсть на обличчі, що нагадує бороду. Однак, за словами Ненсі де Груммонд, «цю чудовисько часто називають у чоловічому роді, але насправді дуже ймовірно, що вона — жінка чи не має статі взагалі, тому що вона носить жіночу сукню, має блідо-рожеву шкіру (порівняйте з цегляно-червоною шкірою Тесе) і, схоже, у неї навіть є груди». Візерунок на зміях Тухулхи, на її думку, вказує на гадюку. Емелін Хілл Річардсон, Грем Баркер та Том Расмуссен також вважають, що Тухулха є жінкою. Тим не менш, класична історія вважала одяг Тухулхі хітоном, який могли носити і чоловіки, і жінки. Крім того, той самий одяг носить й інше чоловіче божество Харун (Charún).
Єдине відоме зображення Тухулхи знаходиться у настінному розписі в гробниці Орка II у Тарквінії, Італія. Там божество з'являється історія про подорож Тесе (Тесея) у підземний світ. Тесе та його друг Пейріфус (від нього на фресці залишилася лише голова) грають у настільну гру, поруч знаходиться Тухулха.
Фреска із зображенням Тухулхи виявляється пов'язана з низкою вбивств у фільмі «Етруски вбивають ще» (1972).